# イジメ、ダメ、ゼッタイ
「イジメ、ダメ、ゼッタイ」は、BABYMETALの4枚目のシングル。

## リリース

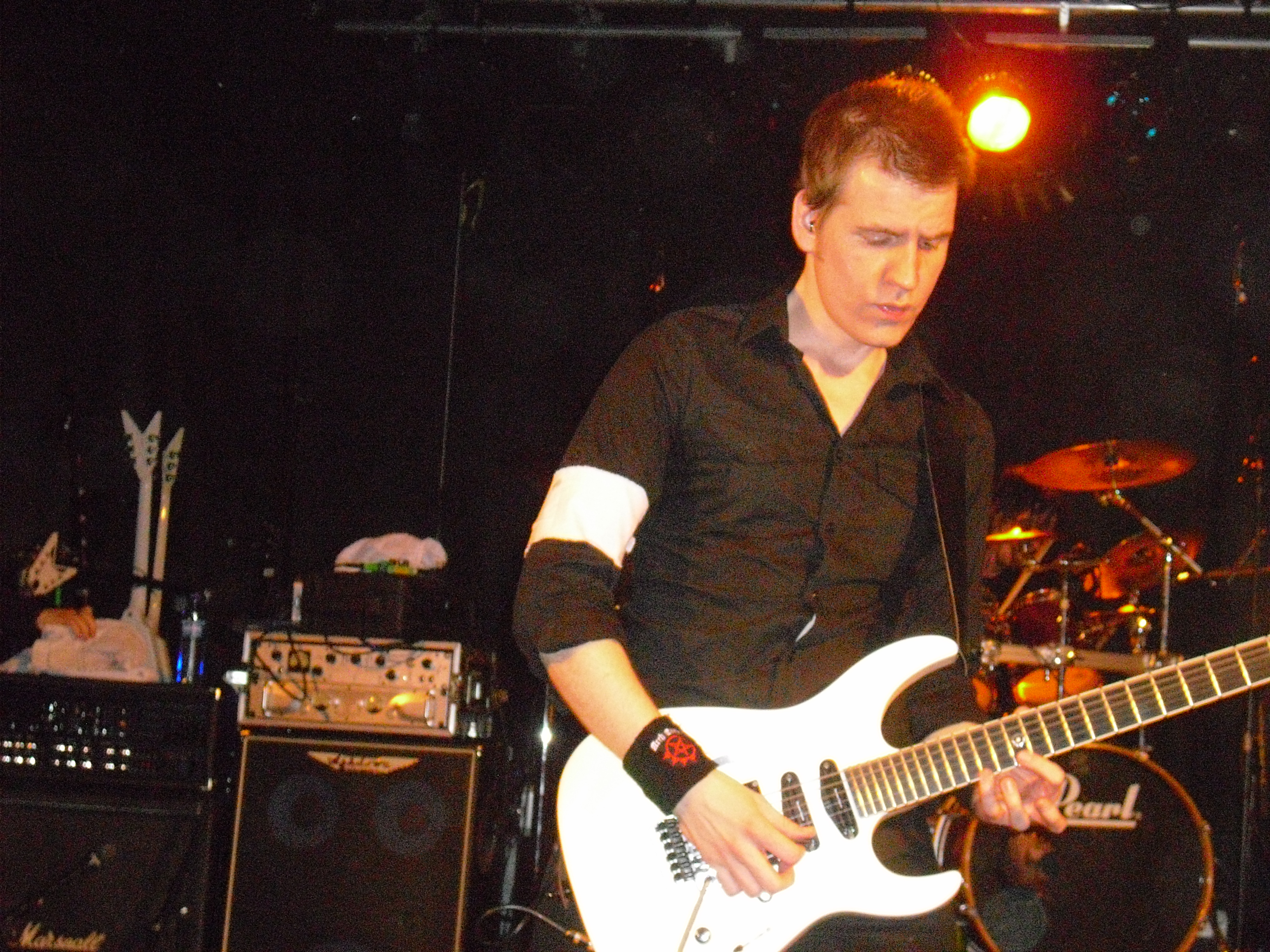
「イジメ、ダメ、ゼッタイ -Nemesis ver.-」に参加したクリストファー・アモット。

当シングルは、トイズファクトリー（重音部RECORDS）からのメジャー・デビューシングルとなり、2012年10月6日にShibuya O-EASTで行われた初のワンマンライブ「I、D、Z 〜LEGEND “I”」のエンディングでリリースすることが発表され、2013年1月19日に初回生産限定盤“I”盤、“D”盤、“Z”盤と通常盤の4形態で発売された。なお、初回生産限定盤のCDには、カップリング曲として元アーチ・エネミーのギタリストであるクリストファー・アモットがレコーディングに参加した「イジメ、ダメ、ゼッタイ -Nemesis ver.-」が収録されているほか、DVDには収録曲のビデオクリップやライブ映像などの仕様によって異なる映像が収められている。

## 音楽性
タイトル曲「イジメ、ダメ、ゼッタイ」
メロディックスピードメタルなサウンドに乗せてイジメ撲滅を歌っており、SU-METALのストレートでシリアスなボーカルと、YUIMETALとMOAMETALのコミカルなコーラス＆スクリームが特徴的な楽曲になっている。
調は嬰ハ短調。ただし2番の後の間奏の一部でヘ短調、嬰ト短調に転調しており、最後の大サビでホ短調に転調している。
通常盤カップリング曲「Catch me if you can」
「ヘドバンギャー!!」の制作を担当したEDOMETAL（作詞）とNARASAKI（作曲、編曲）コンビによる楽曲で、デジロックやインダストリアル・メタルを彷彿とさせるサウンドに、BABYMETALと“なまはげ”（デスヴォイスの合いの手）が「かくれんぼ」をして遊んでいる様なコミカルな掛け合いが加わった楽曲となっている。
初回盤カップリング曲「BABYMETAL DEATH」
ゆよゆっぺが編曲を手掛けた楽曲で、シンフォニックなイントロから始まり、「BABYMETAL DEATH!!」と呪文の様に連呼するデスメタルナンバーに仕上がっている。BABYMETALのグループ名とメンバー名をひたすら繰り返す名刺代わりの1曲となっている。

## プロモーション
リリース前後の2012年11月から2013年1月にかけて、メディアへの露出（コメント、インタビュー、ゲスト出演など）が行われ、11月21日放送のニッポン放送「ミュ〜コミ+プラス」では、「イジメ、ダメ、ゼッタイ」が初オンエアされたほか、12月発売の雑誌「MARQUEE Vol.94」では、メンバーやプロデューサーへのロングインタビューが行われ、1月にはリリースを記念して、ウェブサイトナタリーによるメンバーや制作陣への個別インタビューが企画された。また、タワーレコード（以下タワレコ）新宿店が実施しているアイドルとのコラボレーションポスター企画「NO MUSIC, NO IDOL?」の第26弾に起用されたほか、リリース記念イベントが東京と大阪で複数行われ、2013年1月7日にはHMV渋谷クアトロ店で、HMV×渋谷CLUB QUATTROの企画「〜BABYMETAL 新年一般参賀『一曲入魂！爆音ライブ！』〜」が、発売日の1月9日にはタワレコ新宿店で、「タワーレコード新宿署『世直し隊』任命式記者発表会」が、1月12日にはタワレコ渋谷店で、「神降臨！BABYMETAL『初の海外ライブを目撃せよ！』」と題して、「アニメ・フェスティバル・アジア シンガポール 2012」でのライブ映像やオフショット映像の上映会、ライブ・パフォーマンスと抽選会を実施するイベントが、1月14日には大阪FANJ twiceで、「『イジメ、ダメ、ゼッタイ』in 大阪」が開催された。

## 批評
| 専門評論家によるレビュー                 | 専門評論家によるレビュー |
| レビュー・スコア                         | レビュー・スコア         |
| 出典                                     | 評価                     |
| ---------------------------------------- | ------------------------ |
| ローリング・ストーン日本語版（南波一海） | [ 24 ]                   |

音楽ライターの南波一海は『ローリング・ストーン日本語版』で「イジメ、ダメ、ゼッタイ」について、「タイトルどおりのイジメ撲滅ソングなのだが、まっすぐな歌とキュートな合いの手、どメタルな伴奏のマッチングによるまじめさとユーモアのバランスがあまりに絶妙。」と評価した。

## チャート成績
オリコンチャートでは、デイリーシングルランキングで初登場5位にランクインしたほか、2013年1月21日付の週間シングルランキングでは初動1万9000枚を売り上げ6位にランクインし、初のTOP10入りとなった。

## ミュージック・ビデオ
「イジメ、ダメ、ゼッタイ」のミュージック・ビデオ（以下MV）は、2012年11月26日にYouTube上のBABYMETALオフィシャルチャンネルで公開された（11月8日には先立って、ライブ映像をダイジェスト風にしたトレーラーが公開された）。同MVは、曲名からインスパイアされた内容となっており、メタルが迫害を受けている設定の異空間を舞台に、信じるものを無くし、意気消沈しかけたメタラーの魂を救うべく、BABYMETALの3人が全身全霊のパフォーマンスで立ち向かい、メタルの魂を取り戻させる、という「メタルレジスタンス」のストーリーとなっている。衣装は、BABYMETALのイメージカラーである赤と黒を基調とし、ジャンヌ・ダルクをイメージした中世の甲冑風となった。また、MVの中盤では変形ギターを手にしたYUIMETALとMOAMETALが「メタルギターバトル」に初挑戦している。なお、2015年8月26日には、2014年に開催された「Sonisphere Festival UK」での同曲のライブの模様を収めたライブMVが公開された。
「BABYMETAL DEATH」のライブMVは、1st Album『BABYMETAL』が発売から10周年を迎えるのを記念して、2024年2月26日に公開された。2023年4月1日2日にぴあアリーナMMで開催した「BABYMETAL BEGINS - THE OTHER ONE -」より、4月2日公演の“CLEAR NIGHT”で披露された「BABYMETAL DEATH」のライブ映像が使われている。

## ライブ・パフォーマンス
「イジメ、ダメ、ゼッタイ」は、2011年7月24日に渋谷DUO MUSIC EXCHANGEで開催されたさくら学院のライブ「さくら学院 2011年度 NEW 〜Departure〜」にて初披露された。また、テレビの歌番組では、2013年1月6日に放送のNHK総合「MUSIC JAPAN」で初披露された。なお、ステージ上では、メンバーのYUIMETALとMOAMETALがステージの端から端までをダッシュ（モッシュ）する「ウォール・オブ・デス」や、「ダメ!」の掛け声と同時にジャンプをする「ダメ!ジャンプ」といった、メタルをオマージュしたパフォーマンスが行われる。

## 収録内容

### 通常盤

#### CD・配信
1. イジメ、ダメ、ゼッタイ
作詞：NAKAMETAL・TSUBOMETAL、作曲：KxBxMETAL・TSUBOMETAL・TAKEMETAL(要田健[35])、編曲：教頭
ギター・ベース：Leda
2. Catch me if you can
作詞：EDOMETAL、作曲：NARASAKI、編曲：NARAMETAL
3. イジメ、ダメ、ゼッタイ（Air Vocal ver.）
4. Catch me if you can（Air Vocal ver.）

### 初回生産限定盤“I”盤・“D”盤・“Z”盤

#### CD
1. イジメ、ダメ、ゼッタイ
2. BABYMETAL DEATH
作詞・作曲：KITSUNE of METAL GOD、編曲：ゆよゆっぺ
3. イジメ、ダメ、ゼッタイ -Nemesis ver.-
ギター：クリストファー・アモット

#### 初回生産限定盤“I”盤 DVD
1. イジメ、ダメ、ゼッタイ（Music Video）
2. イジメ、ダメ、ゼッタイ（Making Video）

#### 初回生産限定盤“D”盤 DVD
Live Clip 2012.4.8「アイドル横丁祭!!」at SHIBUYA-AX
1. ド・キ・ド・キ☆モーニング
2. いいね!

#### 初回生産限定盤“Z”盤 DVD
Live Clip 2012.7.21「LEGEND 〜コルセット祭り」at 目黒鹿鳴館
1. ヘドバンギャー!!
2. ウ・キ・ウ・キ★ミッドナイト

### 世直し盤

#### CD
1. イジメ、ダメ、ゼッタイ
2. ヘドバンギャー!! -Night of 15 mix-
リミックス：DJ'TEKINA//SOMETHING

※ワンマンライブ「I、D、Z〜LEGEND“I”」「I、D、Z〜LEGEND“D”SU-METAL聖誕祭」「I、D、Z〜LEGEND“Z”」のチケット購入者のみに送付された限定盤（非売品）。ジャケットは全3種。

## カバー
2015年には、「イジメ、ダメ、ゼッタイ」を吹奏楽バンド・ぱんだウインドオーケストラがカバーアルバム『PANDASTIC!! 〜Newest Standard〜』の中でカバーした。
2023年2月21日に日本武道館で、および2023年3月28日に大阪城ホールで開催された音楽イベント『Golden Circle Special いつかの僕らの夢、星になれたかな』で桜井和寿が「イジメ、ダメ、ゼッタイ」をカバーした。